# Band of Brothers (televisieserie)
Band of Brothers is een tiendelige televisieserie uit 2001 over de Tweede Wereldoorlog. Het is een coproductie van Steven Spielberg en Tom Hanks, waarin de rol van de Easy Company van het 506th Parachute Infantry Regiment, US 101st Airborne Division, in de oorlog wordt getoond. De serie begint met de training in Amerika voorafgaand aan de landing in Normandië en eindigt in het Adelaarsnest van Adolf Hitler, aan het einde van de oorlog. Band of Brothers is gebaseerd op het gelijknamige boek van Stephen Ambrose. In Nederland werd de serie vanaf zondag 20 januari 2002 door SBS6 uitgezonden. In België werd de serie door de Vlaamse publieke zender Eén uitgezonden en wordt daar nog regelmatig herhaald.
The Pacific, een tiendelige oorlogsserie van de makers van Band of Brothers (Steven Spielberg, Tom Hanks en Gary Goetzman) is een aantal jaren later gemaakt. Deze serie belicht de strijd tussen de Verenigde Staten en Japan in de Grote Oceaan en Azië en is op 14 maart 2010 in première gegaan in de VS. Deze serie werd in Nederland vanaf woensdag 7 april 2010 door het commerciële Veronica uitgezonden. In België werd de serie net als zijn voorganger wederom door het Vlaamse Eén uitgezonden.

## Afleveringen
| Nr. | Titel              | Regisseur           | Schrijver(s)                   | Originele uitzenddatum |
| --- | ------------------ | ------------------- | ------------------------------ | ---------------------- |
| 1 | Currahee           | Phil Alden Robinson | Erik Jendresen & Tom Hanks     | 9 september 2001       |
| Easy Company wordt geïntroduceerd in Camp Toccoa in Georgia. Ze staan onder de leiding van eerste luitenant Herbert Sobel, een zeer strikte en gedisciplineerde man die zijn compagnie harder en langer traint dan de andere compagniecommandanten. Sobel is niet erg geliefd bij zijn soldaten en officieren. De compagnie wordt verscheept naar Engeland om zich voor te bereiden op D-day. Naarmate de trainingen vorderen, worden de tekortkomingen van Sobel als aanvoerder in het veld steeds duidelijker. Hierdoor beslissen veel van de onderofficieren om hun ontslag in te dienen. Dit wordt gezien als desertie in oorlogstijd, wat hen de doodstraf kan opleveren, maar ze worden allen enkel gedegradeerd. Sobel veroorzaakt ook een conflict met zijn uitvoerend officier Richard Winters, dat harder escaleert dan Sobel had verwacht. Deze gebeurtenissen zorgen ervoor dat Sobel wordt overgeplaatst als leider van een opleidingsschool voor paratroepers. |                    |                     |                                |                        |
| 2 | Day of Days        | Richard Loncraine   | John Orloff                    | 9 september 2001       |
| Easy Company landt in Normandië, maar geraakt verspreid over de regio en ver weg van de geplande landingszone. Eerste luitenant Thomas Meehan, de nieuwe commandant van Easy, sneuvelt wanneer zijn vliegtuig wordt getroffen. Winters wordt gedwongen het commando over te nemen. Met een beperkte groep mannen weet Winters een batterij Duitse kanonnen in te nemen bij Brécourt, zodat de Geallieerden makkelijk kunnen doorstromen vanaf Utah Beach. Hij weet zo het respect van zijn medesoldaten te winnen. De recent tot eerste luitenant gepromoveerde Ronald Speirs wordt geïntroduceerd. |                    |                     |                                |                        |
| 3 | Carentan           | Mikael Salomon      | E. Max Frye                    | 16 september 2001      |
| Easy Company neemt deel aan de Slag om Carentan. Ze lijden zware verliezen. Geruchten doen de ronde dat luitenant Speirs Duitse krijgsgevangenen zou geëxecuteerd hebben. Soldaat Albert Blithe lijdt zwaar onder de gevolgen van shellshock door de geleverde strijd. Nadat hij tot actie geroepen wordt door Winters, overwint Blithe zijn angsten. Enkele dagen later wordt Blithe neergeschoten door een Duitse sluipschutter tijdens een verkenningspatrouille waarvoor hij zich vrijwillig had aangemeld. Blithe is ernstig verwond en wordt afgevoerd. Volgens de serie herstelde Blithe nooit van zijn verwondingen en stierf uiteindelijk in 1948. De echte Blithe bleef het leger dienen en stierf in 1967. |                    |                     |                                |                        |
| 4 | Replacements       | David Nutter        | Graham Yost & Bruce C. McKenna | 23 september 2001      |
| Easy krijgt te maken met vele vervangingen. De nieuwe soldaten worden moeilijk aanvaard door degenen die in Normandië hebben gevochten. De compagnie landt in Nederland, waar ze zal deelnemen aan Operatie Market Garden. Ze weten Eindhoven te bevrijden. Tijdens de slag om Nuenen integreren de nieuwkomers zich met de compagnie, die zich echter moet terugtrekken. De commandant van de nieuwkomers, sergeant Denver Randleman, wordt afgesneden van zijn eenheid en is gedwongen zich te verschuilen in een schuur tot de volgende ochtend, met de hulp van enkele Nederlandse bewoners. |                    |                     |                                |                        |
| 5 | Crossroads         | Tom Hanks           | Erik Jendresen                 | 30 september 2001      |
| Winters heeft de opdracht om een verslag te schrijven over de uitdaging tijdens een onverwachte tegenstand van Duitse kant. Winters heeft gewetenswroeging na het doodschieten van een zeer jonge SS-soldaat. Operatie Pegasus bij Arnhem wordt beschreven. Easy wordt opgeroepen om te gaan vechten in Bastenaken tijdens de Slag om de Ardennen. Winters wordt benoemd tot bataljonscommandant. |                    |                     |                                |                        |
| 6 | Bastogne           | David Leland        | Bruce C. McKenna               | 7 oktober 2001         |
| Easy ervaart de Slag om de Ardennen en heeft bevel stand te houden in de besneeuwde bossen bij Bastenaken. Munitie, medische voorzieningen en voedsel zijn zeer schaars. Soldaat Eugene Roe probeert zijn kameraden bij te staan waar hij kan en verzamelt zoveel mogelijk medisch materiaal. Hij geraakt bevriend met een Belgische verpleegster, die later wordt gedood tijdens een Duits bombardement. |                    |                     |                                |                        |
| 7 | The Breaking Point | David Frankel       | Graham Yost                    | 14 oktober 2001        |
| Easy levert strijd bij het plaatsje Foy, waar ze zware verliezen lijden. Eerste luitenant Norman Dike blijkt onbekwaam om de compagnie te leiden. Dike wordt tijdens een vastgelopen aanval afgelost door Speirs. Eerste sergeant Carwood Lipton probeert de moraal bij de manschappen hoog te houden tijdens het beleg van Foy, waarvoor hij later gepromoveerd wordt tot tweede luitenant. |                    |                     |                                |                        |
| 8 | The Last Patrol    | Tony To             | Erik Bork & Bruce C. McKenna   | 21 oktober 2001        |
| Easy voert een gevaarlijke opdracht uit in Haguenau. Hen werd opgedragen de rivier over te steken en krijgsgevangenen te maken om informatie te verkrijgen over eventuele Duitse acties. Soldaat David Webster keert terug uit het hospitaal na gewond te zijn geraakt tijdens de campagne in Nederland. Samen met vervangend tweede luitenant Jones probeert hij te (her)integreren bij de manschappen. Hun ervaringen tijdens de Ardennen hebben hen echter vermoeid en Webster wordt niet echt meer aanvaard, aangezien hij nooit het hospitaal eerder probeerde te verlaten zoals andere soldaten wel gedaan hebben. Winters wordt bevorderd tot majoor, Lipton ontvangt zijn commissie als tweede luitenant en Jones wordt bevorderd tot eerste luitenant. |                    |                     |                                |                        |
| 9 | Why We Fight       | David Frankel       | John Orloff                    | 28 oktober 2001        |
| Luitenant Lewis Nixon probeert zijn favoriete merk whiskey te vinden waar hij maar kan, wanneer Easy nazi-Duitsland in trekt. Tijdens een verkenning in Beieren, vlak bij Landsberg, stuiten enkele manschappen op een concentratiekamp. Ze bevrijden de gevangenen als blijkt dat de bewakers het kamp verlaten hebben. Het aanzicht van de slachtoffers laat vele soldaten geschokt en verontwaardigd achter. |                    |                     |                                |                        |
| 10 | Points             | Mikael Salomon      | Erik Jendresen & Erik Bork     | 4 november 2001        |
| De compagnie ontdekt het Adelaarsnest in Berchtesgaden en het huis van Hermann Göring. Het bataljon trekt naar Oostenrijk waar het einde van de oorlog in Europa wordt aangekondigd. Terwijl de soldaten die voldoende punten hebben verzameld tijdens hun campagnes mogen afzwaaien, blijft de rest van de compagnie achter tot het einde van de Pacifische Oorlog wordt verklaard. Sommigen beslissen te gaan vechten tegen het Japanse Keizerrijk. |                    |                     |                                |                        |

We Stand Alone Together is een documentaire waarin de echte leden van Easy Company aan het woord komen.

## Cast
- Damian Lewis als majoor Richard D. Winters
- Scott Grimes als tech sergeant Donald G. Malarkey
- Ron Livingston als kapitein Lewis Nixon
- Shane Taylor als medisch korporaal Eugene G. Roe
- Donnie Wahlberg als tweede luitenant C. Carwood Lipton
- Peter Youngblood Hills als stafsergeant Darrell C. 'Shifty' Powers
- Matthew Leitch als stafsergeant Floyd M. 'Tab' Talbert
- Nicholas Aaron als soldaat Robert E. 'Popeye' Wynn
- Philip Barantini als sergeant Wayne A. 'Skinny' Sisk
- Michael Cudlitz als sergeant Denver 'Bull' Randleman
- Dexter Fletcher als stafsergeant John W. Martin
- Rick Gomez als sergeant George Luz
- James Madio als sergeant Frank J. Perconte
- Ross McCall als korporaal Joseph D. Liebgott
- Doug Allen als sergeant Alton More
- George Calil als stafsergeant James H. 'Mo' Alley jr.
- Nolan Hemmings als stafsergeant Charles E. 'Chuck' Grant
- Robin Laing als soldaat Edward J. 'Babe' Heffron
- Neal McDonough als eerste luitenant Lynn D. 'Buck' Compton
- Rick Warden als eerste luitenant Harry F. Welsh
- Dale Dye als kolonel Robert F. Sink
- Michael Fassbender als sergeant Burton P. 'Pat' Christenson
- Frank John Hughes als stafsergeant William J. 'Wild Bill' Guarnere
- Tim Matthews als korporaal Alex M. Penkala jr.
- Rene Moreno als soldaat Joseph Ramirez
- Douglas Spain als techneut vijfde graad Antonio C. García
- Richard Speight jr. als sergeant Warren H. 'Skip' Muck
- Kirk Acevedo als stafsergeant Joseph D. Toye
- Eion Bailey als soldaat David Kenyon Webster
- Matthew Settle als kapitein Ronald C. Speirs
- Craig Heaney als soldaat Roy W. Cobb
- Peter McCabe als korporaal Donald B. Hoobler
- Ben Caplan als korporaal Walter S. 'Smokey' Gordon jr.
- Mark Huberman als soldaat Lester A. Hashey
- Phil McKee als majoor Robert L. Strayer
- Ezra Godden als soldaat Robert van Klinken
- Adam James als soldaat Cleveland O. Petty
- Mark Lawrence als sergeant William H. Dukeman jr.
- David Nicolle als luitenant Thomas A. Peacock
- Simon Schatzberger als soldaat Joseph A. Lesniewski
- Jamie Bamber als kapitein Jack E. Foley
- Rocky Marshall als stafsergeant Earl J. 'One Lung' McClung
- Kieran O'Brian als soldaat Allen E. Vest
- Peter O'Meara als eerste luitenant Norman S. Dike jr.
- David Schwimmer als kapitein Herbert M. Sobel
- Marc Warren als MSgt. Albert Blithe
- Bart Ruspoli als soldaat Edward J. 'Ed' Tipper
- Doug Cockle als Priester John Maloney
- Marcos D'Cruze als soldaat Joseph P. Domingus
- Stephen Graham als stafsergeant Myron N. 'Mike' Ranney
- Tom Hardy als soldaat John A. Janovec
- Nigel Hoyle als stafsergeant Leo D. Boyle
- Matt Hickey als soldaat Patrick S. O'Keefe
- Corey Johnson als majoor Louis Kent
- Jason O'Mara als eerste luitenant Thomas Meehan
- Simon Pegg als eerste sergeant William S. Evans
- Colin Hanks als luitenant Henry Jones
- Jimmy Fallon als luitenant George C. Rice
- James McAvoy als soldaat James W. Miller

## Prijzen
De serie Band of Brothers werd genomineerd voor 19 Emmy Awards, waarvan zes Emmy's werden gewonnen, waaronder de prijzen voor "Outstanding Miniseries", "Outstanding Casting for a Miniseries, Movie or a Special" en "Outstanding Directing for a Miniseries, Movie or a Dramatic Special". Daarnaast won de serie eveneens een Golden Globe voor "Beste Miniserie of Televisiefilm" en een American Film Institute award. Voor de zesde aflevering (Bastogne) won Band of Brothers een Writers Guild Award.

## Opmerkingen
Naar de mening van critici en liefhebbers gaf Saving Private Ryan een openingsdeel dat in de rest van de film niet geëvenaard werd. Band of Brothers daarentegen geeft naar de mening van velen een continu hoge kwaliteit en een continu hoog realiteitsgehalte.
De serie heeft ook alle gelegenheid om een groot aantal aspecten uit te diepen, doordat het project tienmaal een uur materiaal mocht bevatten. Dat is immers vijf keer zo veel als een gemiddelde bioscoopfilm. Meer tijd voor realiteit, minder franje, geen geforceerde 'feel good'-fragmenten. Vloekende soldaten, bange soldaten, stelende soldaten, eenzame soldaten, gefrustreerde soldaten te midden van chaos en tussen doodgaan en overleven. Mensen, geen superhelden.
Een interessant aspect van de serie is dat de oorlog getoond wordt, zoals die gezien en ervaren wordt vanuit de compagnie waar hij over gaat. De oorlog wordt als het ware "van binnenuit" getoond, terwijl de meeste oorlogsfilms een beeld geven vanuit de - lagere of hogere - legerleiding. "Van bovenaf" dus.
Steven Spielberg las het boek en hij had onmiddellijk interesse in de filmrechten van het boek Band of Brothers.
Wel beschouwd is Band of Brothers een bijproduct van Spielbergs film Saving Private Ryan. Nadat Spielberg Saving Private Ryan had afgerond had hij inmiddels Tom Hanks bereid gevonden om het nieuwe project Band of Brothers mee te produceren en mee te financieren. De filmploeg was ter plaatse en kon meteen doorgaan.
Zowel Spielberg als Hanks was reeds van kinds af aan gefascineerd door de Tweede Wereldoorlog. De commerciële omroep HBO werd als partner uit de televisiewereld gevonden, en het vervaardigen van de televisieserie kon beginnen.
Relatief onbekende acteurs, zeker voor het genre, werden aangetrokken. De overlevende veteranen gaven de acteurs adviezen en vertelden ook aan hen hun eigen verhaal.
Tom Hanks speelde een kleine rol, net als zijn zoon Collin, en regisseerde deel vijf van de serie.
De serie werd met lovende kritieken ontvangen. Zelfs Paul Fussell, de criticus die Saving Private Ryan een cowboyfilm voor kinderen vond, was lyrisch over de televisieserie Band of Brothers.
De link tussen Band of Brothers en Saving Private Ryan is sergeant Warren 'Skip' Muck: Muck was sinds zijn jeugd bevriend met sergeant Frederick 'Fritz' Niland, de persoon waarop het verhaal van Saving Private Ryan is gebaseerd.